# Ferdinand VII av Spanien
Ferdinand VII (på spanska Fernando VII), även "Ferdinand den önskade" (Fernando el Deseado), född 14 oktober 1784, död 29 september 1833, var kung av Spanien år 1808 samt mellan 1814 och 1833. Han var äldste son till Karl IV av Spanien och Maria Luisa av Parma.

## Biografi
Ferdinand tillträdde som kung när hans far abdikerade efter ett uppror i Aranjuez i mars 1808; detta var egentligen en revolt från Ferdinands sida mot hans mors älskare, Manuel Godoy, och denne blev kastad i fängelse. 

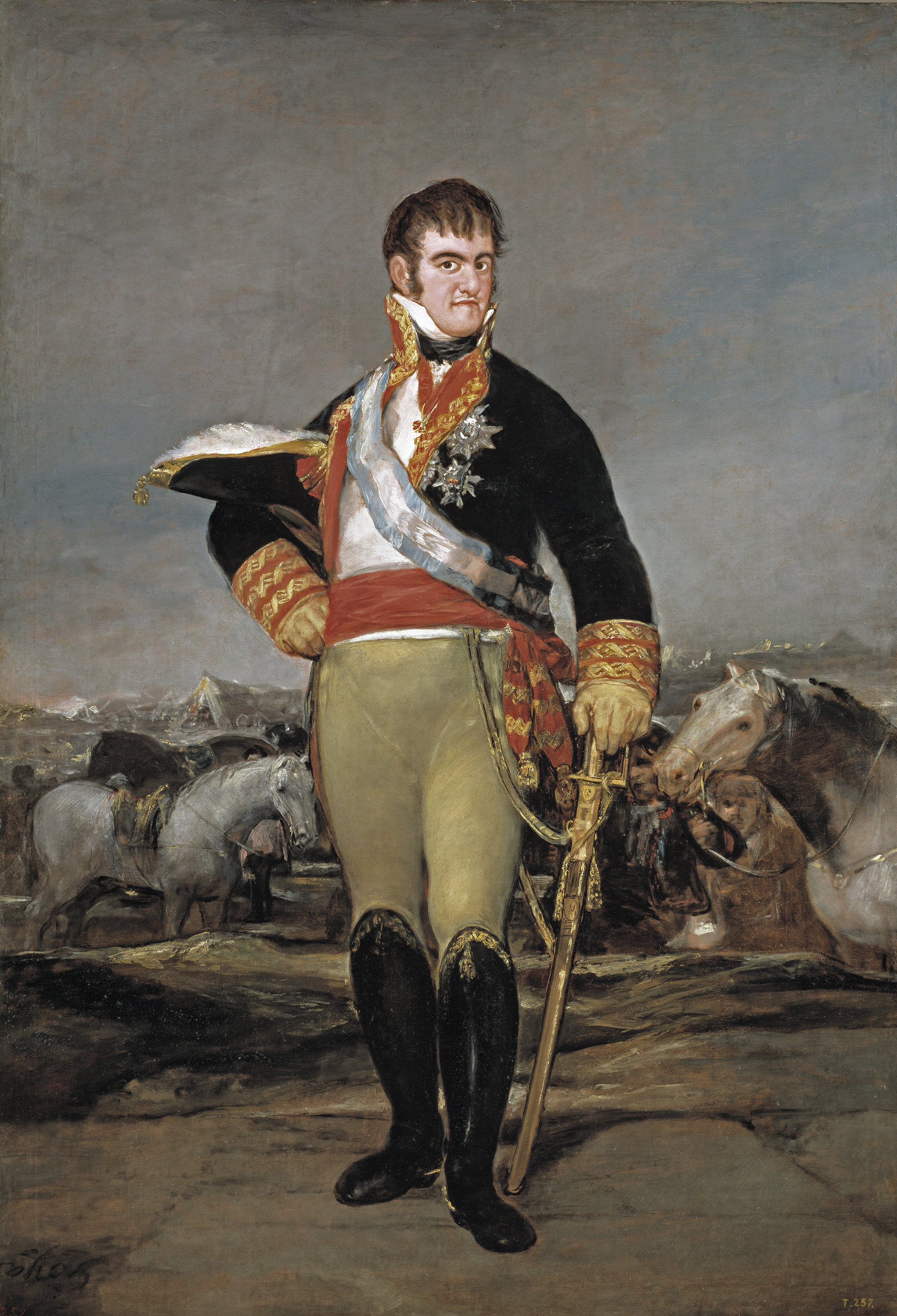
Ferdinand VII porträtterad av Francisco de Goya omkring 1815.

Han blev själv tvungen att abdikera några månader senare, efter sin och sin fars tronavsägelse i Bayonne. Detta var resultatet av ett "medlingsförsök" mellan far och son som leddes av Napoleon I; istället blev Napoleons bror Joseph Bonaparte i juli 1808 kung av Spanien.
Ferdinand satt inspärrad i nästan sju år i slottet i staden Valençay i Frankrike. 
I mars 1814 återkom Ferdinand till Madrid. Han avskaffade snart den liberala konstitution som antagits 1812 och fängslade de liberala ledarna. Han rättfärdigade detta med att han förkastade en konstitution som införts av Cortes under hans frånvaro och utan hans godkännande. 
Samtidigt skedde självständighetskrigen i Sydamerika och Spaniens ekonomi var i dåligt skick. Spanien styrdes nu av en liten camarilla av kungens favoriter. 
1820 kom ett uppror mot kungens regim och för 1812 års konstitution, som Ferdinand blev tvungen att acceptera. I början av 1823 invaderade Frankrike Spanien och Ferdinands absoluta monarki återupprättades. Han slog tillbaka på de liberala krafterna med hårdhet. 1830 ändrade Ferdinand successionsordningen så att kvinnor inte uteslöts från tronföljden. Hans äldsta dotter blev då tronföljare, istället för hans bror Don Carlos, hertig av Molina. Detta upprörde många och ledde senare till carlistkrigen. 

## Familj

### Gemåler
Ferdinand VII var gift fyra gånger. År 1802 gifte han sig med sin kusin Maria Antonietta av kungariket Bägge Sicilierna (1784-1806), dotter till kung Ferdinand I av Bägge Sicilierna och Maria Karolina av Österrike. Inga barn.
År 1816 gifte han sig med sin systerdotter Maria Isabella av Portugal (1797-1818), dotter till hans äldre syster drottning Charlotta Joakima och kung Johan VI av Portugal. Hon födde två döttrar, den första av dem levde bara fem månader och den andra var dödfödd.
År 1819 gifte han sig med Maria Josepha av Sachsen (1803-1829), dotter till prins Maximilian av Sachsen och Karoline av Bourbon-Parma. Inga barn föddes i detta äktenskap.
År 1829 gifte han sig med annan systerdotter, Maria Kristina av Bourbon-Bägge Sicilierna (1806-1878), dotter till hans yngre syster drottning Maria Isabella och kung Frans I av Bägge Sicilierna. Hon födde två döttrar.

### Barn i fjärde äktenskapet
1. Isabella II av Spanien, (1830-1904), gift med sin kusin Frans av Assisi (1822-1902)
2. Luisa Ferdinanda av Spanien, (1832-1897), gift med Antoine av Orléans, hertig av Montpensier, son till Ludvig Filip I av Frankrike